# Robert Goss
Robert E. „Bob" Shore-Goss (* 11. května 1948) je americký spisovatel a teolog.
Byl vychován v římskokatolické rodině a tak se rozhodl věnovat do kněžství. V roce 1976 byl vysvěcen v Tovaryšstvu Ježíšovu. V roce 1978 jezuitský řád opustil a začal studovat na Harvardově univerzitě, kde získal titul Doktor teologie.
Vyučoval na katedře religionistiky Websterovy univerzity (1994-2004). Byl členem organizací, které se zabývají homosexualitou a nemocí AIDS, jako jsou ACT UP, Queer Nation nebo DignityUSA. Byl spolupředseda skupiny homosexuálů pro otázky náboženství v Americké akademii náboženství. Pracuje v Národním poradním výboru Centra lesbických a gayových studií a ministerstvu Pacific School of Religion. Po druhé se oženil v roce 2009.

## Publikace
- Jesus ACTED UP: A Gay and Lesbian Manifesto 1993, San Francisco, CA: HarperCollins
- Take Back the Word: A Queer Reading of the Bible 2000, Cleveland, OH: Pilgrim Press
- Queering Christ: Beyond Jesus ACTED UP 2002, Cleveland, OH: Pilgrim Press
- Gay Catholic Priests and Clerical Sexual Misconduct: Breaking the Silence of Sodom 2005, New York, NY: Haworth Press
- The Queer Bible Commentary 2006,Londýn: SCM-Canterbury Press
- Queering Christianity: Finding a Place at the Table for LGBTQI Christians 2013,Santa Barbara, CA: ABC-CLIO